# Regno di Uí Failghe
Uí Failghe sembra essere esistito come regno in Irlanda almeno dall'inizio dell'età storica. Attorno alla metà dell'XI secolo la sua dinastia adottò il nome di Ua Conchobhair Failghe, o O Connor Faly (non avevano collegamenti con le dinastie Ua Conchobhair del Connacht e del Kerry). La loro capitale era a Daingean. Alla morte Alla dell'ultimo re de facto, Brian mac Cathaoir O Conchobhair Failghe (ca. 1556), Ui Failghe fu trasformata in contea reale da Maria I d'Inghilterra, che dopo la riconquista dell'indipendenza fu rinominata Offaly.

## Early Kings
- Failge Berraide (primo quarto del VI secolo)
- Bruidge mac Nath Í (morto nel 579)
- Áed Rón mac Cathail (morto nel 604)
- Ailill mac Áedo Róin (morto nel 639)
- Cillíne mac Forannáin (morto nel 652)
- Fland Dá Chongal (???)
- Forbassach Ua Congaile (morto nel 714)
- Ailill Corrach mac Flainn (morto nel 741)
- Flaithnia mac Flainn (morto nel 755)
- Cummascach mac Flainn (morto nel 757)
- Cináed mac Flainn (morto nel 770)
- Mugrón mac Flainn (morto nel 782)
- Domnall mac Flaíthnia (morto nel 783)
- Óengus mac Mugróin (morto nell'803)
- Flaíthnia mac Cináeda (morto nell'806)
- Cináed mac Mugróin (morto nell'829)
- Congalach Ua Conchobair, morto attorno al 1051
- Gilla Patraic mac Conchobair Ua Sibleain, 1051-1071
- Conchobar mac Congalaig, 1071-1115
- Muirchertach, ?-1095
- Rogan mac Domnaill meic Conchobair, 1115-c.1118
- Cu Faifne mac Congalaig, ca. 1118-1130
- Donnchad mac Con Faifne, 1130-1134
- Aed mac Domnaill, 1134-????
- Mael Morda mac Conchobair
- Conchobair mac Con Faifne
- Mael Sechlainn mac Conchobair
- Congalach mac Con faifne
- Murchad mac Con Faifne
- Muirchertach mac Muirchertaig (Int Athchlerch), ????-c.1151
- Aed mac Donnchada (Gilla na Findmona), ca. 1151-1159
- Domnall Ruad mac Congalaig, 1159-1161
- Mael Sechlainn mac Congalaig, 1161-1164
- Donchad Ruad Roigne, 1164-????
- Diarmait mac Congalaig,
- Muirchertach mac Congalaig, ????-1169?
- Diarmait mac Con Broga Ua Dimmusaig, dopo il 1172 e fino al 1193
- Muirchertach mac Brian, acme nel 1212
- Mael Morda mac Muirchertaig meic Donnchada, ????-1225
- Muirchertach mac Mael Morda, 1225-????
- Muirchertach mac Muirchertaig, ????-agttorno al 13 giugno 1305
- Murchad mac Muirchertaig, 1305-????
- Mael Sechlainn mac Muirchertaig, ????-1329
- Muirchertach Og mac Muircherartaig, ????-1384
- Murchad mac Muircheartaig Oig, 1384-1421
- Diarmaid mac Muirchertaigh Oig, 1421-ca. 1425
- An Calbhach Mor mac Murchada, ca. 1425-1458
- Conn mac an Chalbhaig, 1458-autunno del 1474
- Cathaoir mac Cuinn, 1474-1511
- Brian mac Taidhg meic an Chalbhaigh, 1511-1517
- An Calbhach mac Taidhg, 1517-ca. 1525
- Brian mac Cathaoir, ca. 1525-ca. 1556